# Morganite
Ne doit pas être confondu avec moganite.
La morganite est une variété de béryl, de formule brute Be3Al2(SiO3)6 (silicate de béryl-aluminium). Rares inclusions. 

## Étymologie
Son nom rend hommage au banquier et collectionneur américain John Pierpont Morgan.

## Gisement
Afghanistan, Brésil, Chine, États-Unis (Utah, Californie), Madagascar, Mozambique, Namibie, Zimbabwe.

## Galerie

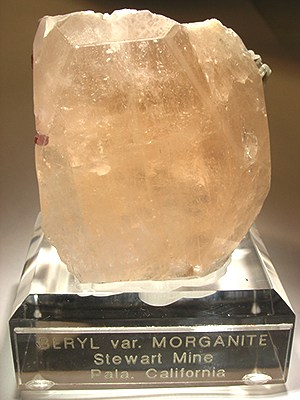
Morganite, San Diego County, Californie, États-Unis, 6,8×5,2×3,8 cm
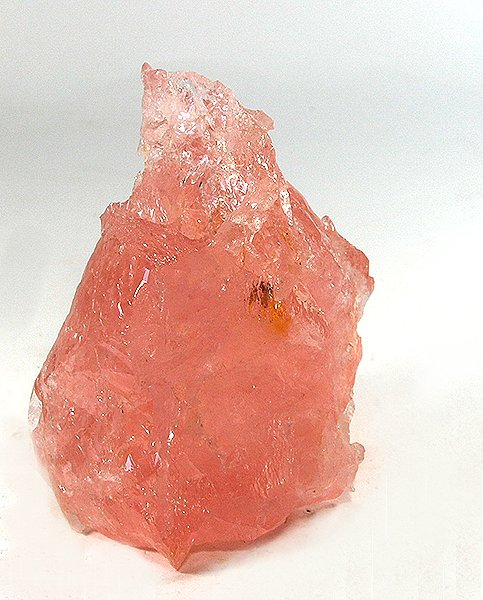
Minas Gerais, Southeast Region, Brazil, 8,3×5×3,5 cm
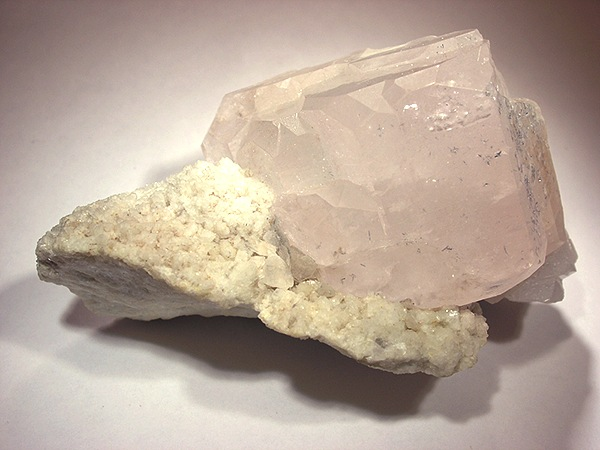
San Diego County, Californie, États-Unis, 9,4×5×4,2 cm